# Gustav Dammann
Gustav Dammann (* 3. Dezember 1873 in Fallersleben; † 27. Oktober 1941 in Berlin) war ein deutscher Generalleutnant.

## Leben
Dammann trat am 16. Juni 1893 als Fahnenjunker in das Infanterie-Regiment „Markgraf Karl“ (7. Brandenburgisches) Nr. 60 in Weißenburg ein, wurde dort am 18. November des Jahres zum Fähnrich ernannt sowie elf Monate später zum Sekondeleutnant befördert. Ab 1. Oktober 1902 kam er in das Bezirks-Kommando Saargemünd, wo man ihn als Adjutant verwendete. Als Oberleutnant (seit 14. Juni 1904) erfolgte am 13. September 1906 die Rückversetzung zu seinem Stammregiment und Ernennung zum Regimentsadjutant. Diese Position behielt Dammann bis zu seiner Versetzung nach Freiburg im Breisgau am 27. Januar 1909 als Adjutant der 57. Infanterie-Brigade. Gleichzeitig erfolgte seine Beförderung zum Hauptmann. Am 22. Mai 1912 ernannte man ihn dann zum Chef der 12. Kompanie des Infanterie-Regiments „Graf Tauentzien von Wittenberg“ (3. Brandenburgisches) Nr. 20 in Wittenberg.
Mit Ausbruch des Ersten Weltkriegs und der Mobilmachung übernahm Dammann die 5. Kompanie des Reserve-Infanterie-Regiments Nr. 35 und führte diese an der Westfront ins Feld. Er beteiligte sich zunächst an der Belagerung und Einnahme der Festung Antwerpen sowie an den Kämpfen bei Langemarck. Dort wurde Dammann am 18. Oktober 1914 schwer verwundet. Nach Lazarettaufenthalt und Gesundung wurde er am 20. Februar 1915 dem Rekruten-Depot des Reserve-Infanterie-Regiments zugewiesen. Am 15. Mai 1915 ernannte man ihn dann zum Kommandeur des I. Bataillons des Infanterie-Regiments „Graf Tauentzien von Wittenberg“ (3. Brandenburgisches) Nr. 20 und am 18. August 1915 erhielt Dammann seine Beförderung zum Major. Mit dem Regiment wurde er kurzzeitig von Oktober bis Dezember 1915 an die Ostfront verlegt und beteiligte sich dort am Feldzug gegen Serbien.
Anfang Januar 1916 trat das Regiment dann wieder an der Westfront vor Verdun an. Dort fungierte Dammann nach dem Ausfall des Regimentskommandeurs zugleich auch vom 22. bis 29. Januar 1916 sowie vom 18. bis 27. September 1916 während der Schlacht an der Somme als Führer des Regiments. Am 3. August 1918 wurde Dammann zum Kommandeur des Infanterie-Regiments Nr. 364 bei der 33. Reserve-Division ernannt. Kurze Zeit darauf wurde die Division aufgelöst, um andere Verbände aufzufüllen. Dammann wurde daher am 2. Januar 1918 zum Kommandeur des Großherzoglich Mecklenburgischen Füsilier-Regiments „Kaiser Wilhelm“ Nr. 90 ernannt, das an der Vesle zum Einsatz kam und sich dann an den Kämpfen vor und in der Siegfriedstellung beteiligte. Während der Abwehrschlacht in der Champagne konnte sich Dammann mit seinem Regiment besonders auszeichnen, weshalb ihn der Oberbefehlshaber der 1. Armee Otto von Below zur Verleihung des Ordens Pour le Mérite einreichte. Am 6. November 1918 wurde Dammann diese hohe Auszeichnung verliehen.
Nach dem Waffenstillstand führte Dammann das Regiment in die Garnison Rostock zurück. Dort bildete er nach der Demobilisierung am 2. Januar 1919 das Freiwilligen-Regiment 90, als dessen Kommandeur Dammann bis zum 30. April 1919 fungierte. Anschließend wurde das Freikorps in die Vorläufige Reichswehr übernommen und Dammann zum Kommandeur des III. Bataillons des Reichswehr-Infanterie-Regiments 17 ernannt. Fünf Monate später ernannte man ihn zum Kommandeur des III. Bataillons des 18. Infanterie-Regiments und ein weiteres Jahr später zum Kommandeur des II. Bataillons des 6. Infanterie-Regiments. Als solcher folgte dann am 18. Dezember 1920 seine Beförderung zum Oberstleutnant. Dammann wurde vom 1. Februar 1923 bis 30. November 1926 in den Regimentsstab versetzt und dort zwischenzeitlich am 1. Februar 1925 zum Oberst befördert. Anschließend folgte seine Ernennung zum Kommandeur der Festung Küstrin. Als Generalmajor schied Dammann am 31. März 1928 aus dem aktiven Dienst.
Am 27. August 1939, dem sogenannten Tannenbergtag, erhielt Dammann den Charakter als Generalleutnant verliehen.

## Auszeichnungen
- Eisernes Kreuz (1914) II. und I. Klasse[1]
- Ritterkreuz des Königlichen Hausordens von Hohenzollern mit Schwertern[1]
- Verwundetenabzeichen (1918) in Silber[1]
- Preußisches Dienstauszeichnungskreuz[1]
- Hanseatenkreuz Hamburg[1]
- Mecklenburgisches Militärverdienstkreuz II. und I. Klasse[1]